# Via Militaris

I Balcani settentrionali e la via Militaris nella tarda antichità

La via Militaris o via Diagonalis era un'antica strada romana che iniziava a  Singidunum, attraversava il Danubio giungendo a Viminacium (moderna Požarevac), attraversava poi Naissus (moderna Niš),  Serdica (moderna Sofia), Philippopolis  (moderna Plovdiv),  Adrianopolis  (moderna Edirne nella Tracia turca), per raggiungere infine Costantinopoli (moderna Istanbul).
Questa strada era collegata alla via Egnatia tramite altre strade - la strada lungo il fiume Axios (o Vardar), la strada Serdica–Thessalonica lungo il fiume Strimone (o Struma) e la strada Philippopolis–Filippi.
Fu costruita nel I secolo d.C.; la lunghezza complessiva da  Singidunum a Costantinopoli era di 924 km.
Nel maggio 2010, mentre erano in corso i lavori in Serbia per il corridoio paneuropeo X, a Dimitrovgrad (Serbia) sono stati rinvenuti tratti ben conservati della strada.
La strada era larga 8 m, era realizzata con grandi blocchi di pietra e aveva due corsie.

## Città principali
| Nome antico   | Ubicazione moderna   |
| ------------- | -------------------- |
| Singidunum    | Belgrado, Serbia     |
| Gratiana      | Dobra, Serbia        |
| Viminacium    | Kostolac, Serbia     |
| Naissus       | Niš, Serbia          |
| Remesiana     | Bela Palanka, Serbia |
| Serdica       | Sofia, Bulgaria      |
| Philippopolis | Plovdiv, Bulgaria    |
| Adrianoupolis | Edirne, Turchia      |
| Arcadiopolis  | Lüleburgaz, Turchia  |
| Bisanzio      | Istanbul, Turchia    |